# Фальб, Рудольф
Рудольф Фальб (нем. Rudolf Falb; 13 апреля 1838, Обдах, Штирия — 29 сентября 1903, Берлин) — австро-немецкий учёный, занимавшийся исследованиями в области астрономии, геологии и др.

## Биография
Изучал теологию в университете Граца и был рукоположён в священники. Затем изучал математику, физику и астрономию в Праге, геологию в Вене. В 1868 г. основал в Вене популярную астрономическую газету «Сириус». В 1877—1880 гг. вёл археологические и вулканологические исследования в Южной и Северной Америке. С 1887 г. жил в Германии, сперва в Лейпциге, а затем в Берлине.
Наиболее широкий резонанс вызвала серия книг и лекций Фальба, в которых выдвигалась и защищалась гипотеза критических дней. По Фальбу, критическими для Земли являются дни совпадений притяжения Солнца и Луны, отмеченные особенно большими приливами. Фальб предполагал, что эти же дни должны отличаться значительными пертурбациями в атмосфере, а соединённое притяжение Солнца и Луны — влиять на жидкое ядро земного шара, вызывая вулканические извержения и землетрясениями. (Список работ, где изложены теории Фальба, см. ниже.) Взгляды Фальба вызвали резкие возражения ряда учёных-современников (например, Рудольфа Хёрнеса и Й. М. Пернтера), однако именно Фальб предсказал в 1874 г. извержение Этны.
Поздние работы Фальба посвящены истории языка и письменности. Опубликовал также роман-катастрофу «Светопреставление» (нем. Der Weltuntergang; 1899, в соавторстве с А. Бремером).

### Теория Фальба о «критических днях»
- «Основания для теории землетрясений и извержений вулканов» (нем. Grundzüge zu einer Theorie der Erdbeben und Vulkanausbrüche; Грац, 1870),
- «Размышления и исследования о вулканизме» (нем. Gedanken und Studien über den Vulkanismus; Грац, 1875),
- «Звёзды и люди» (нем. Sterne und Menschen; Вена, 1882),
- «Календарь критических дней» (нем. Kalender der Kritischen Tage; Берлин, 1889),
- «Критические дни, Всемирный потоп и ледниковый период» (нем. Kritische Tage, Sintflut und Eiszeit; Вена, 1895)

### Истории языка
- «Страна инков и её роль в возникновении речи и письма» (нем. Das Land der Inka in seiner Bedeutung für die Urgeschichte der Sprache und Schrift; Лейпциг, 1883) и др.